# Ismaël Bouzid
Ismaël Mickael Bouzid (arabul: إسماعيل بوزيد; Nancy, 1983. július 21. –) francia-algériai labdarúgóhátvéd.

## Pályafutása
Szülőhazájában, a Metznél kezdte pályafutását. 2004-ben a német Union Berlinbe, egy év múlva hazájába, az MC Algerbe igazolt. 2006-ban visszatért a német 1. FC Kaiserslauternhez, majd Törökországba, a Galatasarayba távozott. Itt is egy évet töltött, mielőtt a francia Troyes, majd 2009 nyarán a szintén török Ankaragücü szerződtette. Ezután a skót Heart of Midlothian és a görög PASZ Jánina tagja volt. 2012-ben az arab világba távozott, előbb az egyesült arab emírségekbeli Baniyas, majd az algériai USM Alger játékosa volt, 2013-ban visszatért Skóciába a Kilmarnockhoz.

## Magánélete
Öccse Adam Bouzid.